# Kyle Brandt
Kyle Robert Brandt (Hinsdale, 24 gennaio 1979) è un attore, produttore televisivo e conduttore televisivo statunitense.
È famoso particolarmente per aver interpretato il ruolo di Philip Kiriakis nella soap opera Il tempo della nostra vita.

## Biografia e Carriera
Kyle Brandt nasce il 24 gennaio 1979 a Hinsdale (Illinois) da Robert Brandt e Georgia Goldberg. Nel 2001 è uno dei protagonisti di The Real World: Chicago, l'undicesima stagione di The Real World. Nel 2003 entra nel cast della soap opera Il tempo della nostra vita nel ruolo di Philip Kiriakis. Rimane nella soap fino al 2006. Brandt nel 2007 diventa produttore e autore del talk show The Jim Rome Show condotto da Jim Rome, mentre nel 2009 ne diventa produttore esecutivo. Nel corso della sua carriera appare anche in Broken Windows e in NFL 360: Who If Not Us.

### Vita privata
Brandt sposa Brooke Brandt il 18 settembre 2010 e insieme hanno due figli.

## Filmografia

### Cinema
- Broken Windows (2008)
- NFL 360: Who If Not Us (2022)

### Televisione
- Il tempo della nostra vita - soap opera (2003-2006)
- Jim Rome on Showtime - serie TV (2012-2015)
- The Kyle Brandt Football Experience - serie TV (2018)